# Burgsviks landsfiskalsdistrikt
Burgsviks landsfiskalsdistrikt var 1918-1941 ett landsfiskalsdistrikt i Gotlands län, bildat när Sveriges indelning i landsfiskalsdistrikt trädde i kraft den 1 januari 1918, enligt beslut den 7 september 1917. Landsfiskalsdistriktet avskaffades den 1 oktober 1941 (genom kungörelsen 28 juni 1941) när Sverige fick en ny indelning av landsfiskalsdistrikt. Av dess ingående område överfördes kommunerna Hablingbo och Silte till Klintehamns landsfiskalsdistrikt och kommunerna Fide, Grötlingbo, Hamra, Havdhem, Näs, Sundre, Vamlingbo, Öja till Hemse landsfiskalsdistrikt.
Landsfiskalsdistriktet låg under länsstyrelsen i Gotlands län.

## Ingående områden

### Från 1918
Gotlands södra härad:
- Fide landskommun
- Grötlingbo landskommun
- Hablingbo landskommun
- Hamra landskommun
- Havdhems landskommun
- Näs landskommun
- Silte landskommun
- Sundre landskommun
- Vamlingbo landskommun
- Öja landskommun